# Joseph Maiden
Para la banda inglesa, véase Iron Maiden.
Joseph Henry Maiden (25 de abril de 1859, Londres - 16 de noviembre de 1925 en Turramurra, cerca de Sídney) fue un botánico británico que realizó importantes aportes al estudio de la flora de Australia, con énfasis en el género Eucalyptus.

## Biografía
Hace estudios científicos en la Universidad de Londres pero debe suspenderlos debido a problemas de salud. Para recuperarse, se le aconseja hacer un largo viaje en el mar. Viaja en 1850 a Nueva Gales del Sur. Apreciando el clima y la flora, decide entonces establecerse allí. Maiden estaba muy interesado en las plantas nativas, y en sus primeros tiempos estuvo asociado al Rev. William Woolls en sus estudios botánicos. En su primer libro, Useful Native Plants of Australia, publicado en 1889, Maiden también reconoce su deuda al trabajo de Ferdinand von Mueller con el que había mantenido una correspondencia de informaciones.
En 1881, Maiden se convierte en el primer conservador del "Technological Museum" de Sídney, función que conserva hasta 1896. En 1890 es asesor de botánica para el Ministerio de Agricultura y en 1894; Maiden se convierte en director para la educación técnica. En 1896 es botánico adjunto del gobierno y director de los jardines botánicos. Comienza entonces a realizar el primer herbario de la colonia.
Maiden se especializa sobre las acacias y los Eucalyptus. Publica alrededor de 45 artículos y su obra titulada A Critical Revisión of the Genus Eucalyptus, en ocho volúmenes, se convierte en una referencia sobre el tema durante cincuenta años. Describe numerosas especies y es el descubridor del tipo de numerosas otras. Se jubila en 1924. Recibe la medalla linneana en 1915.

## Honores

### Epónimos
| - (Aizoaceae) Trianthema maidenii S.Moore - (Arecaceae) Pritchardia maideniana Becc. - (Asteraceae) Cymbonotus maidenii (Beauverd) A.E.Holland & V.A.Funk - (Asteraceae) Helichrysum maidenii Gand. - (Cactaceae) Opuntia maidenii Griffiths - (Cyperaceae) Eleocharis maidenii Kük. - (Euphorbiaceae) Croton maidenii R.T.Baker - (Fabaceae) Wistaria maideniana C.Moore - (Fabaceae) Pultenaea maidenii Reader - (Flacourtiaceae) Xylosma maidenii Sleumer | - (Frankeniaceae) Frankenia maidenii Ostenf. - (Grammitidaceae) Ctenopteris maidenii (Watts) S.B.Andrews - (Myrtaceae) Baeckea maidenii Ewart & Jean White - (Myrtaceae) Eucalyptus maidenii F.Muell. - (Orchidaceae) Cadetia maideniana Schltr. - (Orchidaceae) Dendrobium maidenianum Schltr. - (Poaceae) Axonopus maidenianus Domin - (Poaceae) Ancistrachne maidenii (A.A.Ham.) Vickery - (Rutaceae) Microcitrus maideniana (Domin) Swingle |

## Obras
- Bibliography of Australian Economic Botany, 1892
- A Critical Revisión of the Genus Eucalyptus, en ocho volúmenes
- Forest Flora of New South Wales, publicado en partes entre 1904 y 1924
- Illustrations of New South Wales Plants apareció publicado en 1907
- Sir Joseph Banks the "father of Australia" 1909
- A Census of New South Wales Plants en colaboración con Ernst Betche, 1916
- The Weeds of New South Wales 1.ª parte, 1920
- The Flowering Plants and Ferns of New South Wales, publicado en sus últimos días

### Obras sobre su persona
- Gilbert, Lionel Gilbert. 2001. The Little Giant: The Life and Work of Joseph Henry Maiden, 1859–1925, Kardoorair Press, Armidale, New South Wales. ISBN 0-908244-44-4.

- La abreviatura «Maiden» se emplea para indicar a Joseph Maiden como autoridad en la descripción y clasificación científica de los vegetales.[20]